# كالبانا (ممثلة)
كالبانا هي ممثلة هندية، ولدت في 5 يونيو 1965 بكيرلا في الهند، وتوفيت في 25 يناير 2016 بحيدر آباد في الهند بسبب نوبة قلبية.

## وصلات خارجية
- كالبانا (ممثلة) على موقع IMDb (الإنجليزية)
- كالبانا (ممثلة) على موقع قاعدة بيانات الفيلم (الإنجليزية)